# Prospect Park (Pensilvania)
Prospect Park es un borough ubicado en el condado de Delaware en el estado estadounidense de Pensilvania. En el año 2000 tenía una población de 6,594 habitantes y una densidad poblacional de 3,420.7 personas por km².

## Geografía
Prospect Park se encuentra ubicado en las coordenadas 39°53′9″N 75°18′26″O / 39.88583, -75.30722

## Demografía
Según la Oficina del Censo en 2000 los ingresos medios por hogar en la localidad eran de $45,244 y los ingresos medios por familia eran $51,966. Los hombres tenían unos ingresos medios de $38,914 frente a los $30,717 para las mujeres. La renta per cápita para la localidad era de $19,801. Alrededor del 4.3% de la población estaba por debajo del umbral de pobreza.